# Lothar Fischer (Jurist, 1955)
Lothar Fischer (* 1955 in Neu-Eichenberg) ist ein deutscher Richter, Honorarprofessor und Mitglied des Staatsgerichtshofs des Landes Hessen.

## Leben
Fischer studierte von 1975 bis 1980 Rechtswissenschaften an der Universität Göttingen. Nach dem Staatsexamen war er von 1981 bis 1983 wissenschaftlicher Mitarbeiter an der Universität Osnabrück. 1984 erfolgte dort seine Promotion zum Dr. iur. mit der Dissertation Die materiellen Voraussetzungen des Vereinsausschlusses. Ab 1983 absolvierte er sein Referendariat am Landgericht Kassel und 1986 das zweite Staatsexamen. Anschließend war er Rechtsanwalt in Kassel.
Fischer wurde 1991 Richter am Verwaltungsgericht Kassel und zudem Mitglied der Kammer für Baulandsachen beim Landgericht Kassel. 1997 erfolgte seine Ernennung zum Richter am Hessischen Verwaltungsgerichtshof in Kassel, daneben war er von 1998 bis 2001 Mitglied des Senats für Baulandsachen beim Oberlandesgericht Frankfurt am Main. Danach war er von 2011 bis 2014 Vizepräsident des Verwaltungsgerichts Kassel. Seit 2015 ist er Vorsitzender Richter am Hessischen Verwaltungsgerichtshof.
Ab 2008 war Fischer stellvertretendes nicht richterliches Mitglied und seit 2017 ständiges richterliches Mitglied des Staatsgerichtshofes des Landes Hessen.
Fischer ist seit 1999 Lehrbeauftragter an der Universität Kassel und seit 2005 Honorarprofessor. Seit 2010 ist er zudem stellvertretendes Mitglied des Naturschutzbeirates bei der obersten Naturschutzbehörde des Landes Hessen und er war von 2001 bis 2010 Mitglied der Ständigen Fachkonferenz 1 Jugendrecht mit Schwerpunkt Kinder- und Jugendhilferecht beim Deutschen Institut für Jugendhilfe und Familienrecht e. V. in Heidelberg. Außerdem ist er Mitglied des Kuratoriums der Bundesfachtagung Naturschutzrecht.
Fischer ist verheiratet und hat zwei erwachsene Töchter.

## Veröffentlichungen
- Der Ausschluss aus dem Verein. Eine Untersuchung über die materiellen Voraussetzungen des Ausschlusses aus einem körperschaftlich strukturierten Verband unter besonderer Berücksichtigung personalistischer Elemente. Dissertation. WiRe-Verlagsgesellschaft für Wirtschafts- u. Steuerrecht, Göttingen 1985, ISBN 3-88415-562-8.
- mit Horst Mann, Helmut Schellhorn, Christoph Kern (Hrsg.): SGB VIII: Kinder- und Jugendhilfe. Kommentar. Begründer des Werkes ist Walter Schellhorn. 5. Auflage. Luchterhand, Köln 2017, ISBN 978-3-472-08646-8.